# Catranîc, Fălești
Catranîc este un sat din raionul Fălești, Republica Moldova. Se află pe panta unui deal la aproximativ 5,5 km est de orașul Fălești și aproximativ 95 km depărtare (spre nord-vest) de orașul Chișinău pe linie dreaptă. În imediata apropiere se află localitățile Egorovca, Ciuluc și Catranîc, stație de cale ferată (la nord-vest), Glinjeni (la est), Ișcălău (la sud-est) și Pietrosul Nou (la sud-vest).

## Istorie
Potrivit unor surse, a fost atestat pentru prima dată la 16 aprilie 1617 cu denumirea Cătrinești, alte surse spun că primul document de încredere care confirmă existența localității datează din 1817. În secolul XIX, în timpul dominației țariste, era cunoscut sub denumirea de Alexăndreni, apoi menționat în documentele clericale de la sfârșitul sec. XIX – începutul sec. XX drept Catranâc-Alexăndreni. În literatura din perioada interbelică mai apare și cu numele Catranic sau Catranicul, de exemplu în studiile lui Gheorghe Bezviconi.
Puține lucruri se cunosc din istoria mai îndepărtată a satului, dar la începutul sec. XIX moșiile din Catranâc erau deținute de boierul Iancu Balș, comis și șambelan din Moldova care în 1814 s-a mutat în Basarabia, acolo unde avea multe alte proprietăți funciare. Apoi terenurile de la Catranâc trec în proprietatea fratelui lui Iancu, Alecu Balș, și după moartea acestuia în 1831 ajung în mâinile soției celui din urmă, Smaranda, și ale fiilor acestora. La recensământul din anul 1817, în Odaia Catranâc din ocolul Câmpului, ținutul Iași, au fost înregistrate 4 gospodării și 16 burlaci, în total 20 bărbați. Moșia satului avea 2 heleșteie destinate pisciculturii și adăpatul animalelor domestice. Moșierii obișnuiau să dea în arendă pământurile, ultimul arendaș înregistrat al pământurilor respective fiind Neculai Guste, cu care au încheiat contracte de arendă pentru perioadele 1836-1846 și 1846-1854. În actele de proprietate și arendă ale Smarandei Balș, moșia apare cu numele Catranlâcul. În 1859, satul Alexandreni (Catranic) locuiau 233 bărbați și 241 femei în 80 gospodării.
În partea a doua a sec. XIX, proprietar al moșiei devine Anastasie Ciufli, român macedonean emigrat din târgușorul Țepelovo din Epir, stabilit în Basarabia în 1821, cunoscut mai ales pentru ctitoria Bisericii „Sfântul Mare Mucenic Teodor Tiron” din Chișinău („Ciuflea”) în cinstea fratelui său, Teodor. Acesta cumpără moșia la 18 ianuarie 1865 de la Alexandru Gheorghe Balș. După moartea lui Anastasie Ciufli în 1870, moșia Catranîcului a fost administrată împreună cu celelalte posesiuni ale acestuia de către 8 executori testamentari până la decesul ultimului din ei. Datele statistice din anul 1870 arată în satul Alexăndreni (Catranic) erau 90 de curți, 238 bărbați și 186 femei. Țăranii aveau în proprietate 54 cai, 209 vite și 400 ovine și caprine. Peste cinci ani, în 1875, numărul gospodăriilor s-a mărit până la 105, populația masculină constituia 282 persoane, feminină - 248 persoane. În total, locuitorii deținea 77 cai, 200 vite, 500 ovine și caprine.
În anul 1886 au fost numărați 503 oameni și 114 de curți (gospodării).
Primul recensământ general efectuat în Imperiu Rus, în anul 1897, înregistrează în Alexandreni (Catranâc) 338 bărbați și 335 femei.
La 1902, satul Alexăndreni, așezat în valea Catrinca, din volostea Fălești, număra caselor 96; populația fiind de 892 suflete; țăranii posedau 1004 desetine, iar proprietarul moșiei Ciuflea avea 3662 desetine. În preajma satului este un heleșteu mare și băltoace. 
În anul 1905 cele 3684 de desetine au trecut în grija unui Comitet de Administrare a Averii lui Anastasie Ciufli, fiind expropriate în întregime în 1920 ca urmare reformei agrare din România (1919).
În 1906 a fost inaugurată prima școală primară din sat. Populația satului a fluctuat în decursul timpului, de la 673 locuitori (1897) la 1266 (1940), 1565 (1979) la 1397 de locuitori conform Recensământului din 2004.
Anuarul Eparhiei Chișinăului și Hotinului din 1922, denotă în Alexandreni (Catranâc) (împreună cu satele apropiate Ciuluc, Ișclaev și Valea Mâții) 436 de gospodării de țărani români și ucraineni, în calitate de preot al bisericii Sfântul Gheorghe (zidită din piatră 1884) slujea Grigorie Leca, de 37 ani; absolvent al seminarului teologic; în serviciu sacru din 1910 pe loc și cântăreț era Mihail Ghițăul, de 35 ani; absolvent al școlii de cântăreți, în serviciu din 1909, pe loc.
Structura etnică a populației în 1930
     Români (96,75%)
     Ruși (2,11%)
     Evrei (0,65%)
     Alte etnii (0,49%)
În anul 1923, în satul Catranic, sunt menționate următoarele repere geografice geografice: dealurile Suhat, Baltag, Primăvăratec, Hârtopul Babei și iazurile (heleșteie) - Catranic, Baltag și Arăchel. Au fost însemnate 667 clădiri, 445 bărbați și 438 femei. Datele statistice din 1923 denotă Cooperative agricolă „Tămăduirea”, două mori cu aburi, 2 cârciumi. În domeniul social activau o școală primară mixtă (de fete și băieți), o biserică ortodoxă, post de poliție, poștă rurală, primărie.
Conform Anuarului SOCEC, publicat în 1924, primarului satului Catrnâc a fost Gheorghe Boboc, notar - Carol Poberovschi, învățător la școala primară - Ștefan Dzinbischi. Populația er deservită de 1 băcănie (Boboc Nicolae), 3 cizmari (Cirac Alex., Cofarschi Petre, Pătin Gheorghe), 1 mecanic (Slobodeniuc Condrat) și 2 mori cu aburi (Porușevschi Luca, Șorgu Ghorghe). Populația satului număra 2540 locuitori.
În cadrul reformei de unificare administrativă din 1925 a fost organizată comuna Catranâc-Alexandreni, cu reședința în satul omonim, în care au fost incluse și satele Ciuluc, Gheorghieni, Ișcălău și Petrosu-Nou. Comuna Catranâc-Alexandreni a fost inclusă în plasa Fălești, județul Bălți.
La recensământul populației din 1930, în satul Catranâc din plasa Fălești, județul Bălți, au fost înregistrați 1233 oameni, inclusiv 1193 români, 26 ruși, 8 evrei, 4 unguri și 2 țigani. Din punct de vedere lingvistic, în calitate de limba maternă 1202 persoane au declarat limba română, 20 - limba rusă, 8 - limba idiș.
În perioada interbelică, în domeniul economic activau 1 cooperativă agricolă, 3 cârciumi (Boboc Nicolai, Ciuperca Teodor, Puhu Vasile), 4 mori cu aburi (Banzări I. Teodor, Banzări N. Teodor, Chepten Gh., Sârbu C. Ecaterina; Sargu Filip; Sargu Gheorghe), 1 treierătoare (Sârbu Petre).. În aceeași perioadă, din punct de vedere teritorial-administrativ satul Catranâc făcea parte din plasa Fălești, județul Bălți și ținutul Prut (începând cu 1938). În componența comunei erau incluse satele Catranâc, Ciulucu, Ișcalău, Pietrosu-Nou.
În 1941, în satul Catranâc (inclusiv cătunul Țigăi) erau 1373 locuitori și 334 clădiri.
În 1942 satul Catranâc este reședință de comună, din care fac parte satele Ciuluc, Ișcălău, Ișcălău-Vechi, Petrosu-Nou.
După ocuparea Basarabiei de către Uniunea Sovietică, în anul 1945 au fost deportați Corlăteanu Alexandru (n. 1911 - condamnat la 15 ani de muncă silnică, fiind acuzat de colaboraționism, și-a executat pedeapsa în Vorkuta). În anul 1947, Cojocaru Filip (n. 1915) împreună cu soția Cojocaru Daria și fiul Cojocaru Petru (n. 1948), acuzați de colaboraționism și condamnați la 8 ani de detenție într-un lagăr de muncă și corecție din reg. Kurgan (Reabilitați în 1991).
În anul 1949 au fost deportați în regiunea Kurgan (Siberia, RSFS Rusă): Boboc Nicolae (n. 1910, fost primar, acuzat de „colaboraționism”), împreună cu soția Boboc Emilia (n. 1919), fiica  Eugenia (n. 1941), fii Vladimir (n. 1935), Alexei (n. 1937), Constantin (n. 1939) Mihail (n. 1942), Victor (n. 1945), Ion (n. 1948); Corlăteanu Liuba (în calitate de soția a unui „colaboraționist”), familia lui Marchevici Hristofor S. (n. 1897, fost secretar al primăriei; acuzat de „colaboraționism”), împreună cu soția Nadejda (n. 1898), fiica Tamara (n. 1932), fii Boris (n. 1922), Arcadie (n. 1928), Anatol (n. 1934); 
Samburic Nicolae P. (n. 1907), soția Sofia (n. 1904), fiicele Ecaterina (n. 1934), Nadejda (n. 1939) și fii Gheorghe (n. 1931), Dumitru (n. 1944) - deportați ca familie de „comercianți”. Persoanele deportate în 1949 au fost reabilitatea în 1990.
De asemenea în anii ’40, din motive politice, a fost supus represiunilor Ciupercă Pavel F. (n. 1902).
În perioada sovietică, satul Catranâc făcea parte din comuna (sovietul sătesc) Ișcalău, raionul Fălești. În domeniul agriculturii activau brigăzi specializată în pomicultură și viticultură din cadrul colhozului „Zorile Moldovei”. De asemenea, populația era deservită de o școală medie, casă de cultură cu instalație pentru cinematograf, spital rural, casă de deservire socială, câteva magazine, centru de telecomunicații.
La ultimul recensământ sovietic, desfășurat în anul 1989, în satul Catranâc au fost numărați 1350 oameni, inclusiv 1343 români moldoveni, 6 ruși și 1 persoană de altă naționalitate.

## Administrație și politică
Componența Consiliului local Catranîc (9 consilieri), ales la 5 noiembrie 2023, este următoarea:
|  | Partid                                        | Consilieri | Componență | Componență | Componență |
|  | --------------------------------------------- | ---------- | ---------- | ---------- | ---------- |
|  | Partidul Social Democrat European             | 3          |            |            |            |
|  | Partidul Nostru                               | 3          |            |            |            |
|  | Partidul Dezvoltării și Consolidării Moldovei | 1          |            |            |            |
|  | Partidul Socialiștilor din Republica Moldova  | 1          |            |            |            |
|  | Partidul Acțiune și Solidaritate              | 1          |            |            |            |

## Infrastructură și patrimoniu

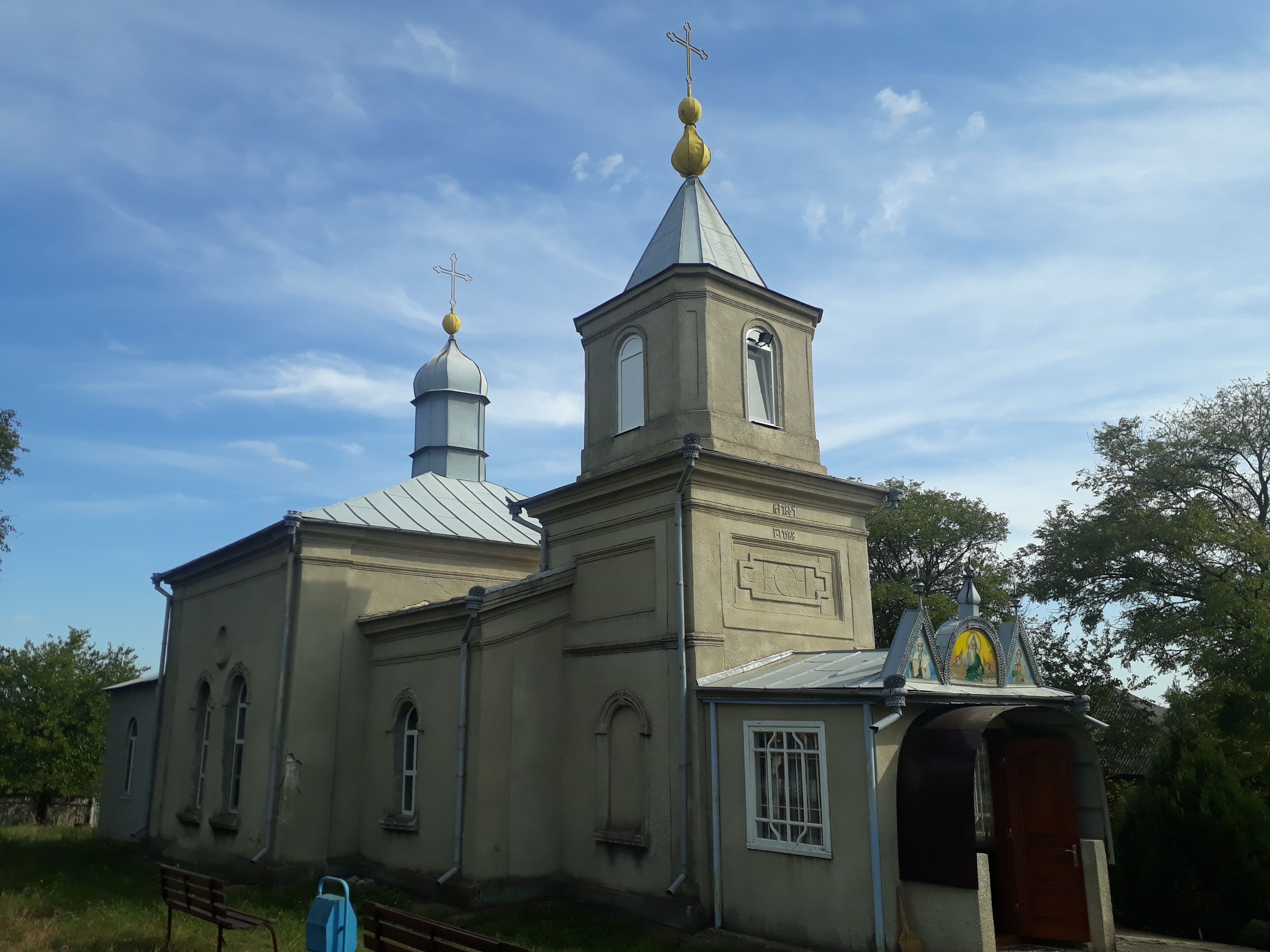
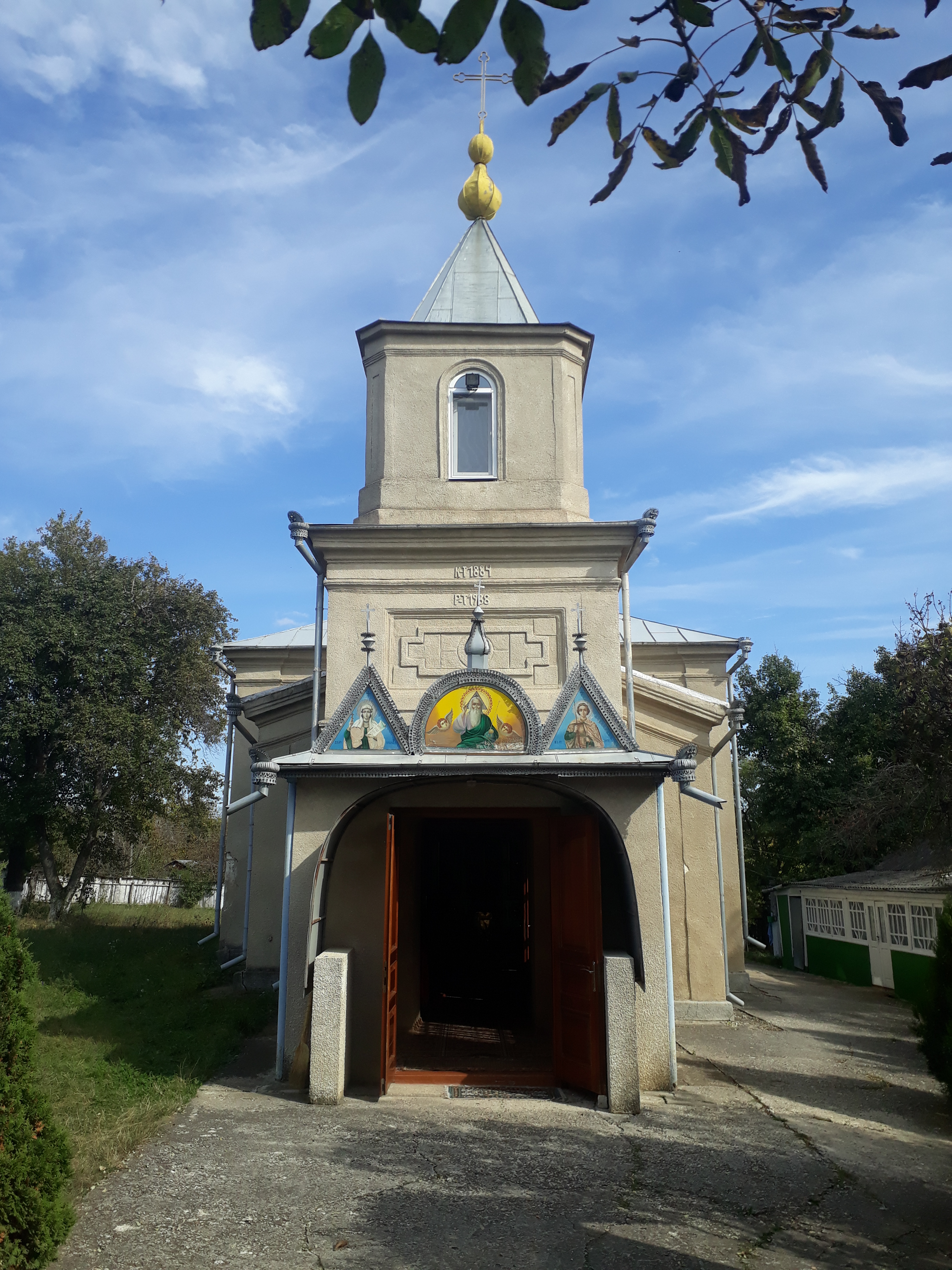
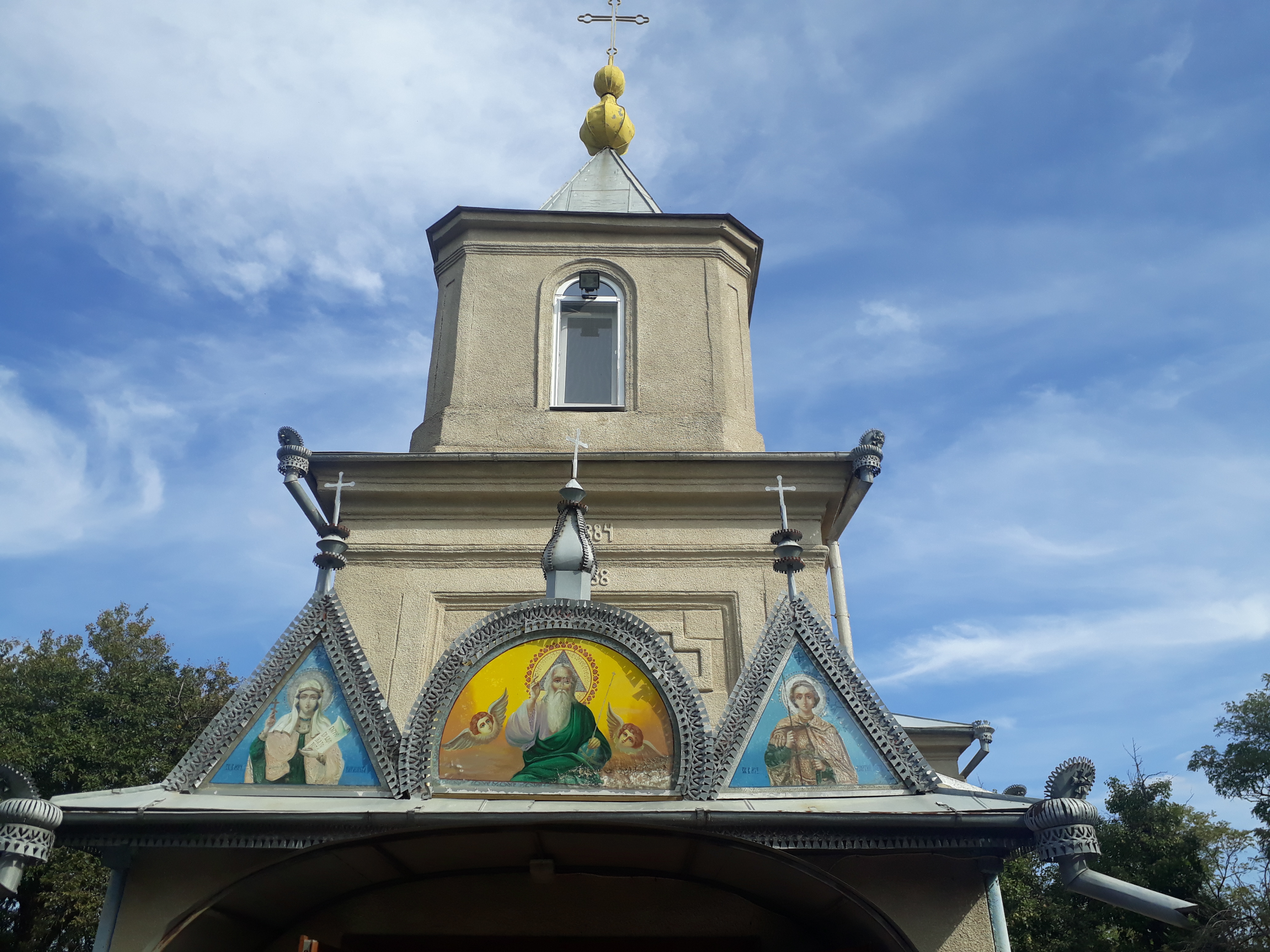
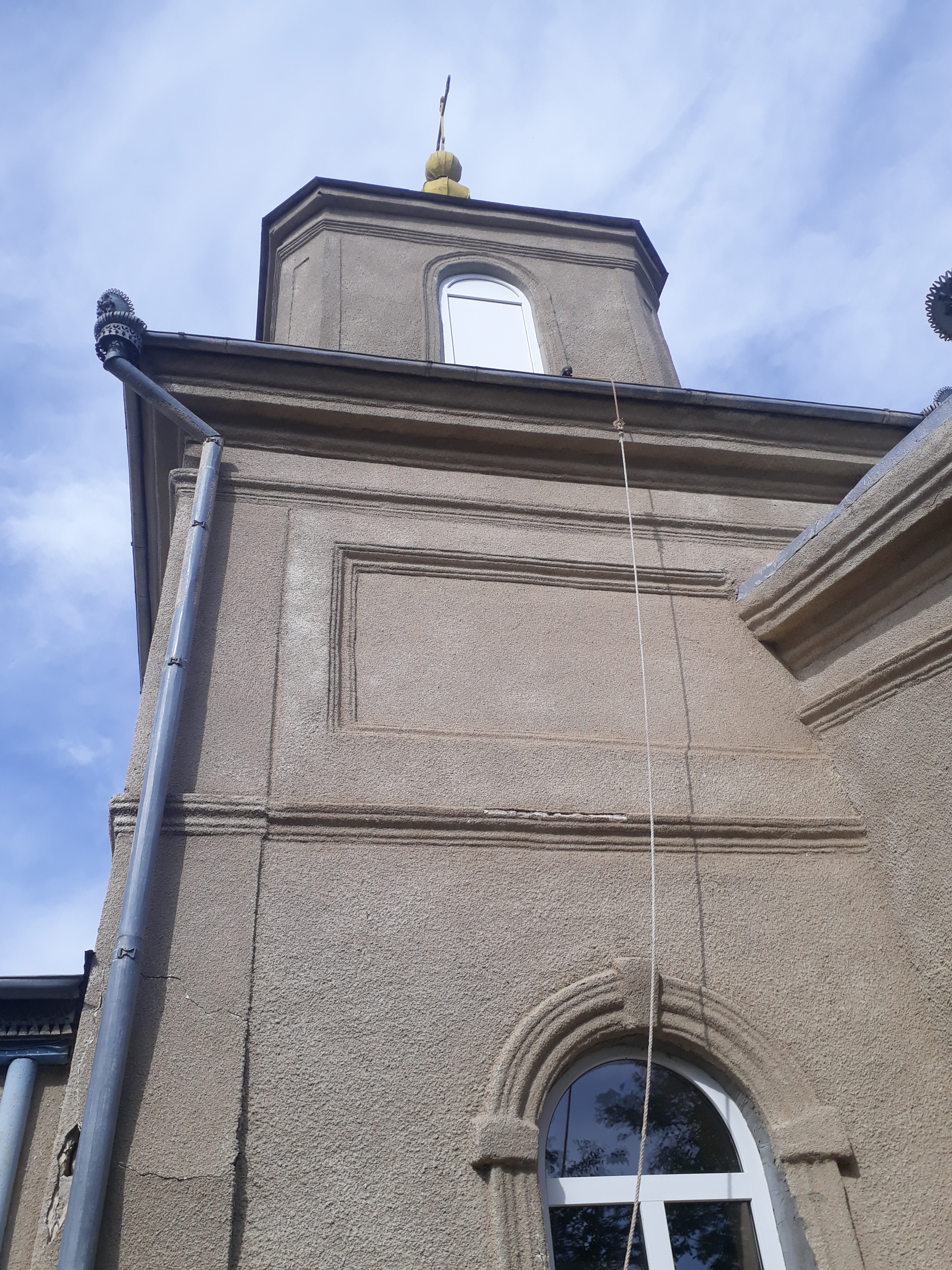
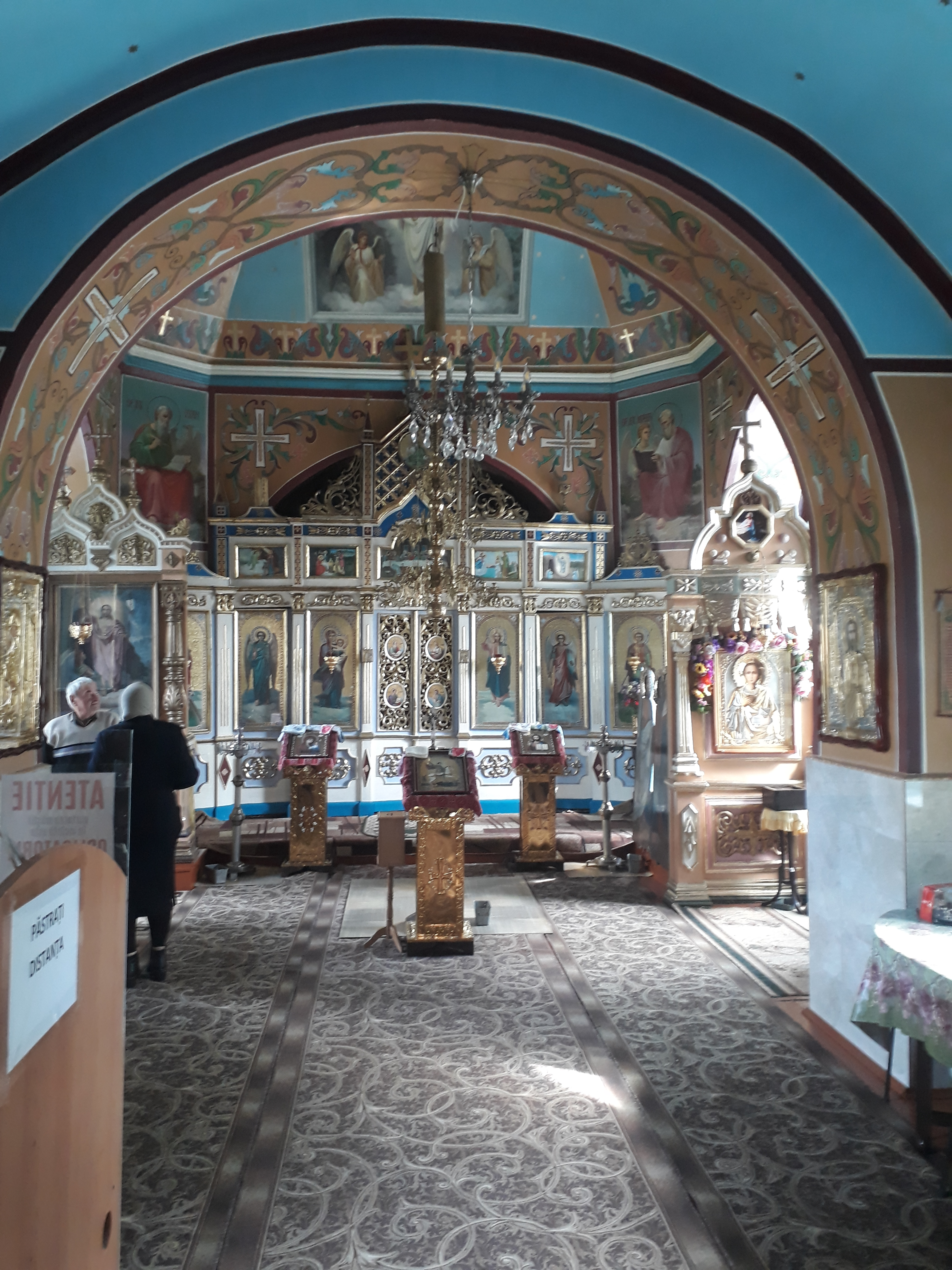
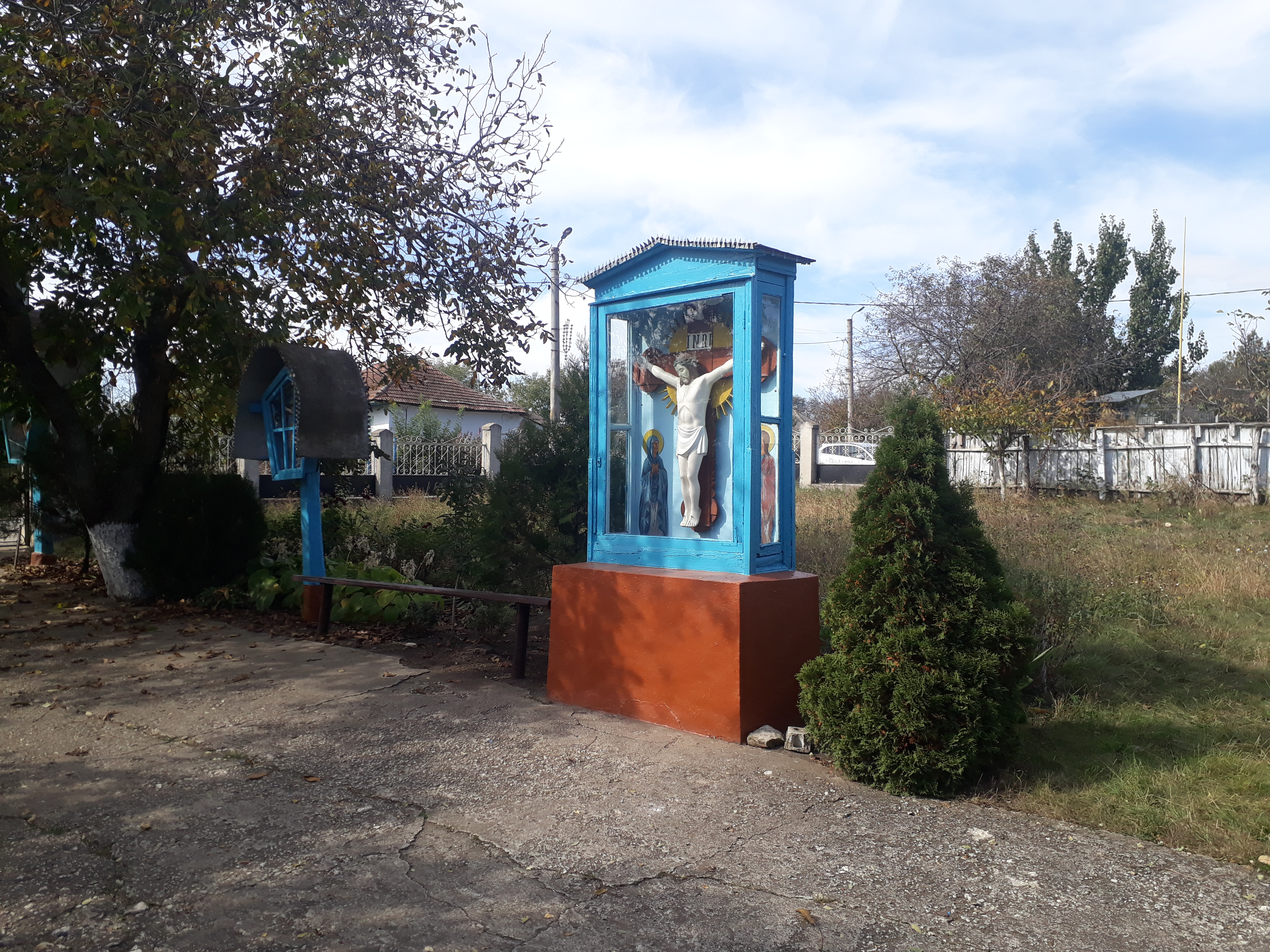

În sat este amplasată Biserica „Sfântul Mare Mucenic Gheorghe”, care are statut de monument protejat de importanță locală, fiind inclus în Registrul monumentelor Republicii Moldova ocrotite de stat. Aceasta este din piatră și construită într-un stil arhitectural ruso-bizantin tipic guberniilor din sud-vestul Imperiului Rus în cea de-a doua jumătate a secolului XIX. Nu s-a stabilit încă cu exactitate când a fost terminată și sfințită, la moment circulând două versiuni, fie în 1881 sau în 1884.
În afara bisericii, satul mai dispune de un punct medical, oficiu poștal, bibliotecă, casă de cultură, grădiniță și o școală, Gimnaziul „Eugen Coșeriu”, cu muzeu, parc și stadion. Pe teritoriul localității mai există câteva monumente incluse în Registrul monumentelor Republicii Moldova ocrotite de stat: două așezări din sec. II-IV p.Chr., trei tumuli și Monumentul în memoria consătenilor căzuți în 1941-45 (ridicat în 1967).
Biserica „Sfântul Gheorghe” din localitate, monument ocrotit de stat.

## Personalități
- Maria Gonța (n. 1967), deputat în legislatura 2021-2025 a Parlamentului Republicii Moldova;
- Eduard Babliuc (n. 24.07.1968) - deputat în Parlamentul Republicii Moldova în perioada 1998-2001.